# 联合市镇 (德国)
联合市镇（德語： [fɛɐ̯ˈbantsɡəˌmaɪndə] ⓘ，复数为）是德国的一种县级以下市镇联合体，是勃兰登堡州、莱茵兰-普法尔茨州和萨克森-安哈尔特州特有的行政区划，通常由数个市镇组成。

## 勃兰登堡州
- 联合市镇 (勃兰登堡州)（德语：Verbandsgemeinde (Brandenburg)）

## 莱茵兰-普法尔茨州
- 联合市镇 (莱茵兰-普法尔茨州)

## 萨克森-安哈尔特州
- 联合市镇 (萨克森-安哈尔特州)（德语：Verbandsgemeinde (Sachsen-Anhalt)）